# Милованов, Виктор Константинович
Ви́ктор Константи́нович Милова́нов  (1904—1992) — советский физиолог, академик ВАСХНИЛ, специалист по искусственному осеменению сельскохозяйственных животных, автор 400 научных трудов, в том числе 43 книг и брошюр. Доктор биологических наук, заведующий отделом биологии воспроизведения и искусственного осеменения сельскохозяйственных животных (1957—1992) (ВИЖ).

## Биография
Родился 4 февраля 1904 года в Москве. До 1920 года учился в средней школе. С 1921 года работал по найму сельскохозяйственным рабочим, водопроводчиком, канцелярским работником. В 1923—1928 годах учился в Московском зоотехническом институте. Одновременно с учёбой работал без оплаты лаборантом на кафедре Луговедения, а позднее — на кафедре Геоботаники АгроПедфака 2-го Московского Университета.
В 1924 годах сделал научный доклад на заседании Московского Отделения Русского Ботанического Общества. В течение 1925—1927 годах вёл научно-исследовательские работы по гео-ботаническому изучению лугов поймы реки Москвы и составил карту лугов Москворецкой поймы. В 1927—1928 годах работал ассистентом кафедры ботаники 2-го Московского государственного университета.

### Работы по искусственному осеменению сельскохозяйственных животных
В 1928—1929 годах — поступил на должность зоотехника по искусственному осеменению овец в совхозе № 1 Всесоюзного треста «Овцевод» Ставропольского края с целью непосредственного участия в опыте по искусственному осеменению 5271 овцы, проводившемся с июля по декабрь 1928 года в племенном хозяйстве близ Прикумска под руководством профессора И. И. Иванова. Опыт заложил основы техники искусственного осеменения овец.
В 1929—1930 годы Милованов работал ассистентом отдела биологии размножения Государственного института экспериментальной ветеринарии в Кузьминках под руководством И. И. Иванова. В этот период разработаны первые глюкозо-фосфатные разбавители, получены удовлетворительные результаты по искусственному оплодотворению коров, изучено влияние ультрафиолетового излучения на семя сельскохозяйственных животных.
В 1930—1931 годах являлся инспектором Бюро искусственного осеменения «Скотовод» в Москве, где под руководством И. И. Иванова организовал первые опыты по искусственному осеменению коров на поголовье более 20 тысяч. В 1931—1934 годах является старшим научным сотрудником ВНИИ животноводства (ВИЖ). В феврале 1931 года при Институте была организована ЛИО (лаборатория искусственного осеменения). В 1931—1934 годах коллектив ЛИО под руководством Милованова разработал основные вопросы техники искусственного осеменения всех видов животных. Предложения ЛИО в конце 1931 года были одобрены Коллегией Наркомзема СССР, отмечены премиями и приняты к внедрению. С 1932 года искусственное оплодотворение широко внедряется в овцеводство и скотоводство. В это время Милованов публикует первые работы, посвящённые искусственному осеменению крупного скота. К 1933 году был проведён комплекс работ по разбавителям спермы. На тот период разработки, касающиеся искусственного оплодотворения, именно в СССР развиваются высокими темпами. Милованов публикует работы на иностранных языках.
В 1935—1937 годах заведует лабораторией искусственного осеменения в Аскания Нова. во ВНИИ акклиматизации и гибридизации животных (ныне — Украинский НИИ животноводства степных районов «Аскания Нова»). В это время главным образом разрабатываются вопросы хранения и транспортировки семени, корма и использование в производстве отдалённой гибридизации. В 1936 году выступал на Всесоюзном Совещании передовиков животноводства, на котором присутствовало руководство Партии и правительства..
В 1937—1940 годах являлся старшим научным сотрудником, заведовал отделом биологии воспроизведения и искусственного осеменения ВИЖа (Всесоюзного Института Животноводства). В 1937 году вступил в группу сочувствующих ВКП(б), впоследствии, в начале ВОВ подал заявление о приёме в ВКП(б). Милованов продолжает разработку вопросов, касающихся воздействия на сперму в целях улучшения эффективности её действия, желатинирует сперму. К 1940 г. проведены исследования по избирательности оплодотворения.
В 1941—1942 годах — является заместителем директора института по научной работе. В военные годы разрабатывал вопросы ведения животноводства в условиях военного времени. В 1942—1956 годах заведовал лабораторией. Ввиду эвакуации Института и ухода членов партбюро в народное ополчение, приём в ВКП(б) состоялся только в 1945 г.
С 1946 года — профессор, доктор биологических наук. В послевоенные годы возвращается к вопросам повышения плодовитости животных, приступает к разработке технологий хранения семени при низких температурах, при условиях глубокого замораживания. Вопрос искусственного осеменения сельскохозяйственных животных разрабатывался в применении к различным видам, что требовало разработки уникальных технологий, предусматривающих применимость в отношении конкретных видов животных. Были разработаны методики для овец, коров и коз. В это время под его руководством в соавторстве с И. И. Соколовской и И. В. Смирновым в 1947 году было сделано открытие возможности длительного хранения семени животных в глубоко охлаждённом состоянии при температуре — 20C без потери биологической полноценности и наследственных свойств. Открытие внесено во Всесоюзный Реестр под № 103 и послужило теоретическим основанием для широкого применения в животноводстве длительного хранения семени. Разрабатывал вопросы рациональных типов кормления племенных производителей и маточного поголовья, вносил предложения о реорганизации искусственного осеменения в СССР и организации Госплемстанций.
В 1956—1957 годах — снова является заместителем директора института по научной работе. С 1956 года — действительный член ВАСХНИЛ. В 1957—1992 годах является заведующим отделом биологии воспроизведения и искусственного осеменения сельскохозяйственных животных ВИЖ, разрабатывает технологии сбора и хранения эякулята животных, предлагает рецепты сред разбавления семени. В 1957 году на базе подсобного хозяйства МСХ СССР «Быково» и экспериментальной станции искусственного осеменения ВИЖа была создана Центральная станция искусственного осеменения (ЦСИО) сельскохозяйственных животных в посёлке Быково Подольского района Московской области.
В 1961 году избран членом Постоянного Международного Комитета по воспроизводству животных и Почётным председателем 3-й Секции V Международного Конгресса по воспроизводству и искусственному осеменению животных. В целях повышения эффективности технологий искусственного осеменения Миловановым изучаются и применяются общие вопросы физиологии воспроизведения. Проведены работы по изучению половых рефлексов, избирательности оплодотворения, вопросам биофизики и биохимии половых клеток. В 1966 году на ЦСИО был разработан метод замораживания семени быков в различных вариантах.
Умер 21 апреля 1992 года. Похоронен в Москве на Ваганьковском кладбище.

## Награды и премии
- заслуженный деятель науки РСФСР (1980)
- Сталинская премия первой степени (1951) — за разработку усовершенствованного метода искусственного осеменения с/х животных
- орден Ленина (1936)
- четыре ордена Трудового Красного Знамени (1945; 1949; 1951; 1974)
- орден Октябрьской революции (1971)
- орден Дружбы народов (1984)
- орден «Знак Почёта» (1966)
- три медали
- медали ВДНХ
- Золотая медаль и Почётная медаль V и VI Международных конгрессов по биологии воспроизведения и искусственному осеменению животных

## Дело академика Вавилова
Специализация Милованова затрагивала вопросы, связанные с теоретическими и практическими знаниями в области физиологии. Будучи, безусловно, большим учёным в своей области, он не разделял взглядов Н. И. Вавилова о роли генетики в теоретической и прикладной биологической науке. В 1937 году Милованов публично выступил за ликвидацию кафедр генетики в СССР.